# 1331 Solvejg
1331 Solvejg este un asteroid din centura principală, descoperit pe 25 august 1933, de Grigori Neuimin.